# Bakhtunnissa Begum
Bakhtunnissa Begum (in persiano بخت النساء‎; nota anche come Najibunnissa Begum e Fakhrunnissa Begum; Badakhshan, 1547 – Agra, 2 giugno 1608) è stata una principessa indiana, figlia di Humayun, secondo imperatore Moghul, e governatrice di Kabul.

## Biografia
Bakhtunnissa Begum nacque nel 1547 nel Badakhshan, da Humayun, imperatore Moghul, e dalla consorte Mah Chuchak Begum. Era la loro primogenita e in seguito ebbe due fratelli e due sorelle minori. Il suo nome le fu dato dal padre, che affermò di averlo ascoltato in sogno la notte prima della sua nascita. 
Dopo la morte di Humayun nel 1556, Mah Chuchak si ritirò a Kabul e ne assunse personalmente il governo, entrando in contrasto con il nuovo imperatore Akbar. Per consolidare la sua posizione, nel 1561 Mah Chuchak diede Bakhtunnissa in sposa a Shah Abdul Maali, Sayyid di Termez e fuggito da Lahore. Tuttavia, il 28 marzo 1564 Abdul Maali uccise la suocera per prenderne il posto, solo per essere a sua volta ucciso dal cognato Hakim Mirza. In seguito, Hakim diede Bakhtunnissa in sposa a Khawaja Hasan Naqshbandi, da cui ebbe due figli.  
Nel 1581, Hakim tentò di ribellarsi contro Akbar, ma venne sconfitto. Akbar assegnò quindi il governo di Kabul a Bakhtunnissa, con la minaccia di giustiziare Hakim in futuro se avesse dato altri problemi. Alla fine, Bakhtunnissa riuscì a ottenere la custodia del fratello e a reintegrarlo, ufficiosamente, nel governo.  
Bakhtunnissa morì di febbre tifoide il 2 giugno 1608.  

## Discendenza
Dal suo secondo matrimonio, Bakhtunnissa ebbe due figli:
- Badiuzzaman Mirza. Dopo la morte di suo zio Hakim Mirza, fuggì in Transoxania, dove morì.
- Wali Mirza. Visse alla corte di Akbar e nel 1619 Jahangir, figlio di Akbar, gli diede in moglie sua nipote Bulaqi Begum, figlia del suo fratellastro Daniyal Mirza.